# Peyton Randolph
Pour les articles homonymes, voir Randolph.
Peyton Randolph, né le 10 septembre 1721 à Williamsburg et mort le 22 octobre 1775 à Philadelphie, est un riche propriétaire américain. Représentant de la Colonie de Virginie, il est aussi le premier Président du Congrès continental des États-Unis du 5 septembre 1774 au 21 octobre 1774, puis du 10 au 23 mai 1775

## Biographie
Son père John Randolph fut Président (Speaker) de la Chambre des Bourgeois de Virginie de 1734 à 1736. 
Après ses études de droit, Peyton Randolph est nommé procureur général de la colonie de Virginie et simultanément remplit plusieurs mandats à la Chambre des représentants de Virginie. Il démissionne de son poste de procureur général (State Attorney) lorsqu'il est élu président de la chambre des représentants (Chambre des Bourgeois de Virginie) à la mort du prédécesseur John Robinson en 1766. En 1769, la Chambre est dissoute par le gouverneur colonial de la Virginie, ce qui fait de Randolph le dernier président de la Chambre des Bourgeois.
En 1773 il préside au Comité de correspondance de Virginie  puis est désigné comme délégué de la colonie au Congrès continental, dont il assure également la présidence. Malade, il cède la fonction à John Hancock du Massachusetts. Il meurt à Philadelphie le 22 octobre d'une attaque d'apoplexie. 